# Badminton 1941
Höhepunkt des Badmintonjahres 1941 waren die Malaysia Open. Skandinavien, Frankreich, Nordamerika, Australien, Indien und Malaya waren die Zentren der Sportart im dritten Kriegsjahr. 
==Internationale Veranstaltungen ==
| Veranstaltung | Herreneinzel   | Dameneinzel   | Herrendoppel                   | Damendoppel                    | Mixed                          |
| ------------- | -------------- | ------------- | ------------------------------ | ------------------------------ | ------------------------------ |
| French Open   | Michel Marret  | Yvonne Girard | Michel Marret René Mathieu     | Yvonne Girard Madeleine Girard | Michel Marret Madeleine Girard |
| Malaysia Open | Wong Peng Soon | Lee Chee Neo  | Chee Choon Wah Chee Choon Keng | Lee Chee Neo Lee Kim Leo       | Chee Choon Wah Ong Eak Eam     |

==Nationale Meisterschaften==
| Veranstaltung | Herreneinzel       | Dameneinzel                  | Herrendoppel                  | Damendoppel                   | Mixed                              |
| ------------- | ------------------ | ---------------------------- | ----------------------------- | ----------------------------- | ---------------------------------- |
| Dänemark      | Conny Jepsen       | Agnete Friis                 | Tage Madsen Carl Frøhlke      | Agnete Friis Jytte Thayssen   | Jan Schmidt Jytte Thayssen         |
| Indien        | Chee Choon Keng    | Pearl Goss                   | Dattu Mugwe M. G. Mugwe       | P. Cook Catchik               | Vijay A. Madgavkar Pearl Goss      |
| Jamaika       | Percy Wates        | Elaine Harris                | Percy Wates Patrick Clerk     | Elaine Harris H. Wortley      | Percy Wates Elaine Harris          |
| Niederlande   | Edward H. den Hoed | Annie W. Koch H. Dresselhuys | J. P. H. Woltman O. C. Koch   | -                             | J. P. H. Woltman H. Dresselhuys    |
| Schweden      | Sven Malmfält      | Evy Holmgren                 | Sven Malmfält Helge Paulsson  | Thyra Hedvall Carin Stridbäck | Sture Ericsson Britta Bergström    |
| USA           | David G. Freeman   | Thelma Kingsbury             | David G. Freeman Chester Goss | Thelma Kingsbury Janet Wright | David G. Freeman Sara Lee Williams |